# Quận Pierce, Washington

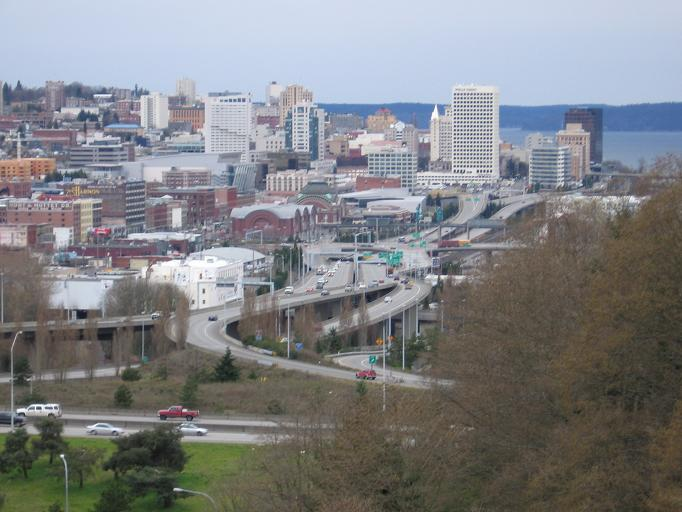
Tacoma - Thủ phủ quận

Núi Rainier

Quận Pierce là một quận thuộc tiểu bang Washington, Hoa Kỳ. Quận này đông dân thứ hai trong các quận của tiểu bang Washington. Quận được lập từ 
quận Thurston vào ngày 22/12/1852 bởi cơ quan lập pháp lãnh thổ Oregon
Quận này được đặt tên theo tổng thống Hoa Kỳ Franklin Pierce. Theo điều tra dân số của Cục điều tra dân số Hoa Kỳ năm 2000, quận có dân số 796.836 người. Quận lỵ đóng ở Tacoma.

## Địa lý
Theo Cục điều tra dân số Hoa Kỳ, quận có diện tích 4678 km2, trong đó có 332 km2 là diện tích mặt nước.